# Grand Champions Cup femminile 2005
La Grand Champions Cup 2005 si è svolta dal 15 al 20 novembre 2005 a Nagoya e Tokyo, in Giappone: al torneo hanno partecipato sei squadre nazionali e la vittoria finale è andata per la prima volta al Brasile.

## Impianti
|                                                                                     |                                                                                  |  |
|                                                                                     |                                                                                  |  |
| Nagoya Civic General Gymnasium Città: Nagoya Capienza: 10 000 Anno d'apertura: 1987 | Tokyo Metropolitan Gymnasium Città: Tokyo Capienza: 10 000 Anno d'apertura: 1954 |  |

## Regolamento

### Formula
Le squadre hanno disputato un'unica fase con formula del girone all'italiana.

### Criteri di classifica
Sono stati assegnati 2 punti alla squadra vincente e 1 a quella sconfitta.
L'ordine del posizionamento in classifica è stato definito in base a:
- Punti;
- Ratio dei set vinti/persi;
- Ratio dei punti realizzati/subiti;
- Risultati degli scontri diretti.

## Squadre partecipanti
| Squadra       | Qualificazione                             | Ultima partecipazione |
| ------------- | ------------------------------------------ | --------------------- |
| Brasile       | 1ª al campionato sudamericano 2005         | Giappone 2001         |
| Cina          | 1ª al campionato asiatico e oceaniano 2005 | Giappone 2001         |
| Corea del Sud | Wild card                                  | Giappone 2001         |
| Giappone      | Paese organizzatore                        | Giappone 2001         |
| Polonia       | 1ª al campionato europeo 2005              | Debutto               |
| Stati Uniti   | 1ª al campionato nordamericano 2005        | Giappone 2001         |

## Torneo

### Risultati
| 15 novembre 2005 Tokyo Metropolitan Gymnasium, Tokyo Durata: 1h:56 - Spettatori: 3 900    | Brasile       | 3 - 2 | Cina          | 15-25, 17-25, 25-20, 25-20, 15-8  |
| 15 novembre 2005 Tokyo Metropolitan Gymnasium, Tokyo Durata: 1h:19 - Spettatori: 6 358    | Stati Uniti   | 3 - 0 | Corea del Sud | 25-20, 25-22, 25-20               |
| 15 novembre 2005 Tokyo Metropolitan Gymnasium, Tokyo Durata: 2h:11 - Spettatori: 10 000   | Polonia       | 3 - 2 | Giappone      | 25-19, 18-25, 16-25, 26-24, 15-12 |
| 16 novembre 2005 Tokyo Metropolitan Gymnasium, Tokyo Durata: 1h:21 - Spettatori: 1 300    | Cina          | 0 - 3 | Stati Uniti   | 22-25, 23-25, 24-26               |
| 16 novembre 2005 Tokyo Metropolitan Gymnasium, Tokyo Durata: 1h:24 - Spettatori: 3 000    | Polonia       | 0 - 3 | Brasile       | 24-26, 18-25, 21-25               |
| 16 novembre 2005 Tokyo Metropolitan Gymnasium, Tokyo Durata: 1h:31 - Spettatori: 7 714    | Giappone      | 3 - 0 | Corea del Sud | 25-23, 27-25, 25-21               |
| 18 novembre 2005 Nagoya Civic General Gymnasium, Nagoya Durata: 1h:10 - Spettatori: 1 050 | Corea del Sud | 0 - 3 | Cina          | 18-25, 17-25, 19-25               |
| 18 novembre 2005 Nagoya Civic General Gymnasium, Nagoya Durata: 1h:39 - Spettatori: 2 850 | Stati Uniti   | 3 - 1 | Polonia       | 25-20, 21-25, 25-20, 25-19        |
| 18 novembre 2005 Nagoya Civic General Gymnasium, Nagoya Durata: 1h:16 - Spettatori: 8 200 | Brasile       | 3 - 0 | Giappone      | 25-17, 25-19, 25-15               |
| 19 novembre 2005 Nagoya Civic General Gymnasium, Nagoya Durata: 1h:16 - Spettatori: 2 350 | Brasile       | 3 - 0 | Stati Uniti   | 25-16, 25-19, 25-19               |
| 19 novembre 2005 Nagoya Civic General Gymnasium, Nagoya Durata: 2h:00 - Spettatori: 5 950 | Polonia       | 2 - 3 | Corea del Sud | 24-26, 25-17, 18-25, 25-15, 11-15 |
| 19 novembre 2005 Nagoya Civic General Gymnasium, Nagoya Durata: 1h:40 - Spettatori: 8 200 | Giappone      | 1 - 3 | Cina          | 15-25, 25-21, 15-25, 19-25        |
| 20 novembre 2005 Nagoya Civic General Gymnasium, Nagoya Durata: 1h:15 - Spettatori: 1 700 | Corea del Sud | 0 - 3 | Brasile       | 19-25, 18-25, 20-25               |
| 20 novembre 2005 Nagoya Civic General Gymnasium, Nagoya Durata: 1h:38 - Spettatori: 5 700 | Cina          | 3 - 1 | Polonia       | 17-25, 25-17, 25-19, 25-20        |
| 20 novembre 2005 Nagoya Civic General Gymnasium, Nagoya Durata: 1h:26 - Spettatori: 8 200 | Stati Uniti   | 3 - 0 | Giappone      | 28-26, 25-23, 25-16               |

### Classifica
| Pos | Squadra       | Pt | G | V | P | SV | SP | Ratio | PF  | PS  | Ratio |
| --- | ------------- | -- | - | - | - | -- | -- | ----- | --- | --- | ----- |
| 1   | Brasile       | 10 | 5 | 5 | 0 | 15 | 2  | 7.500 | 398 | 323 | 1.232 |
| 2   | Stati Uniti   | 9  | 5 | 4 | 1 | 12 | 4  | 3.000 | 379 | 355 | 1.068 |
| 3   | Cina          | 8  | 5 | 3 | 2 | 11 | 8  | 1.375 | 430 | 382 | 1.126 |
| 4   | Polonia       | 6  | 5 | 1 | 4 | 7  | 14 | 0.500 | 431 | 467 | 0.923 |
| 5   | Giappone      | 6  | 5 | 1 | 4 | 6  | 12 | 0.500 | 372 | 418 | 0.890 |
| 6   | Corea del Sud | 6  | 5 | 1 | 4 | 3  | 14 | 0.214 | 340 | 405 | 0.840 |

## Podio

### Campione
Formazione: 1 Fabiana Claudino, 2 Carolina Albuquerque, 3 Natália Pereira, 5 Caroline Gattaz, 6 Fernanda Berti, 8 Valeska Menezes, 10 Wélissa Gonzaga, 11 Marcelle Moraes, 12 Jaqueline de Carvalho, 13 Sheilla de Castro, 14 Fabiana de Oliveira, 17 Renata Colombo, CT: José Roberto Guimarães

### Secondo posto
Formazione: 2 Danielle Scott, 3 Tayyiba Haneef, 4 Lindsey Berg, 5 Sarah Drury, 6 Elisabeth Bachman, 8 Katherine Wilkins, 9 Cassandra Busse, 10 Therese Crawford, 11 Robyn Ah Mow, 12 Nancy Meendering, 15 Nicole Davis, 18 Jennifer Joines, CT: Lang Ping

### Terzo posto
Formazione: 1 Wang Yimei, 2 Feng Kun, 3 Yang Hao, 4 Liu Yanan, 5 Chu Jinling, 7 Zhou Suhong, 10 Xue Ming, 11 Li Juan, 12 Song Nina, 15 Ma Yunwen, 16 Zhang Na, 18 Zhang Ping, CT: Chen Zhonghe

## Classifica finale
| Pos | Squadra       |
| --- | ------------- |
|     | Brasile       |
|     | Stati Uniti   |
|     | Cina          |
| 4   | Polonia       |
| 5   | Giappone      |
| 6   | Corea del Sud |

## Premi individuali
| Premio                 | Nome              | Squadra  |
| ---------------------- | ----------------- | -------- |
| MVP                    | Sheilla de Castro | Brasile  |
| Miglior realizzatrice  | Sheilla de Castro | Brasile  |
| Miglior attaccante     | Zhou Suhong       | Cina     |
| Miglior muro           | Fabiana Claudino  | Brasile  |
| Miglior servizio       | Wélissa Gonzaga   | Brasile  |
| Miglior palleggiatrice | Feng Kun          | Cina     |
| Miglior ricevitrice    | Zhang Na          | Cina     |
| Miglior difesa         | Yuka Sakurai      | Giappone |